# Desfiladeiro de La Hermida

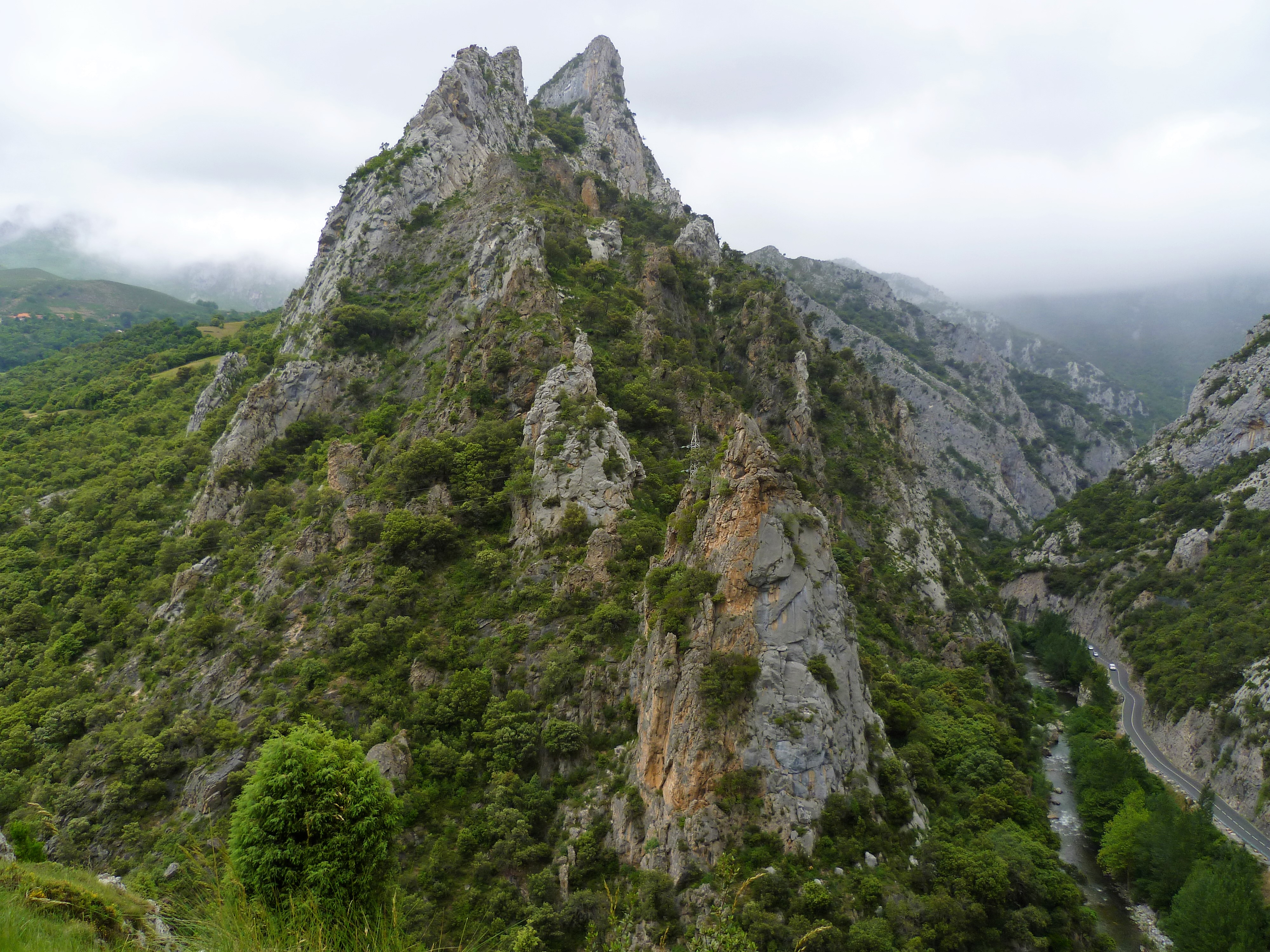

O desfiladeiro de La Hermida é um conjunto de desfiladeiros estreitos do maciço de Ándara dos Picos da Europa, que confluem para o desfiladeiro principal, formado pelo leito do rio Deva, o qual corre entre grandes paredes quase verticais de rocha calcária, algumas co mais de 600 metros de altura. Os seus 21 km de comprimento fazem dele o desfiladeiro mais comprido de Espanha.
Situa-se no norte do país, nos municípios de Peñamellera Baja (das Astúrias), Lamasón, Peñarrubia e Tresviso (da  parte mais ocidental da Cantábria). É o único acesso natural entre a costa do mar Cantábrico e a comarca de Liébana e é percorrido pela estrada estrada N-621, que por sua vez é a principal ligação rodoviária entre a província de Leão e a costa cantábrica. O seu nome deve-se à aldeia de La Hermida [es], do município de Peñarrubia. Uma área do desfiladeiro, com 6 350 hectares, está classificada como Zona de Proteção Especial de aves.

## História
O desfiladeiro é uma rota importante, devido ao facto de ser praticamente o único acesso natural da comarca cantábrica de Liébana, no maciço oriental dos Picos da Europa (Ándara), ligando-a à Ria de Tina Mayor [es] (o estuário do rio Deva), que marca a fronteira entre a costa ocidental da Cantábria e a costa oriental das Astúrias. No entanto, a primeira estrada construída no desfiladeiro foi aberta em 1863.
Nos montes que ladeiam o desfiladeiro há restos de estruturas tumulares megalíticas, em posições de atalaia sobre o curso do Deva, bem como pinturas rupestres pré-históricas com mais de 20 000 anos. A partir dos relatos do geógrafo romano do século I Pompónio Mela, alguns estudiosos deduziram que é possível que tivesse existido uma povoação castreja dos povos pré-romanos cântabros no desfiladeiro.
A abertura da estrada em 1863 implicou uma grande melhoria da comunicação entre uma região com grande potencial mineiro (Liébana e o próprio desfiladeiro) com as regiões industriais da costa. Já antes disso tinham sido dados alguns passos que conduziram a essa união, nomeadamente o assentamento em Reocín da Real Companhia Asturiana de Minas [es], na qual entrou capital francês e belga, devido ao interesse suscitado pelos recursos minerais do desfiladeiro e das áreas vizinhas. A estrada facilitou o transporte de minério através do desfiladeiro, o qual já era usado para esse fim desde finais do século XVIII.

## O desfiladeiro na cultura
Durante o século XIX o local foi visitado por vários viajantes, exploradores, montanhistas, escaladores e caçadores britânicos, que o usavam para chegar aos Picos da Europa. Devido a isso, o desfiladeiro aparece em muitas ilustrações de livros da época, como por exemplo no “Highlands of Cantabria”, publicado em Londres em 1885. Há extensas descrições da região feitas por vários autores britânicos dessa época, bem como diversas pinturas, nomeadamente o quadro “O Desfiladeiro de Las Hermidas em Calizas”, da autoria de Carlos Haes [es] (1826–1898), que tinha muito interesse na corrente geológica da pintura paisagística.

## Flora e fauna
A acentuada inclinação das encostas que ladeiam o desfiladeiro fazem com que a vegetação seja escassa nas mesmas, mas no fundo da garganta abundam várias espécies arbóreas, entre as quais se destacam as azinheiras, tanto do lado cantábrico como no lado asturiano. Há também sobreiros, em cujos bosques também se encontra outras árvores típicas dos bosques atlânticos, como faias e carvalhos; perto de Lebeña há uma floresta de carvalhos. Nas zonas altas predomina a vegetação de alta montanha.
Na fauna destacam-se as camurças, abutres e águias, havendo também algumas populações exíguas de tetraz-grande e avistamentos ocasionais de ursos-pardos, duas espécies em perigo de extinção na Península Ibérica.

## Localidades
No desfiladeiro encontram-se as seguintes povoações. A estrada N-621 não passa por todas elas; algumas situam-se na margem do rio e outras nas encostas. A maior concentração de população ocorre na parte asturiana de Peñamellera Baja, na área de Panes, onde o desfiladeiro se abre num vale relativamente largo. Na parte cantábrica, o desfiladeiro é muito estreito e está praticamente desabitado.
| # [♦]                                                    | Povoação         | Habi- tantes [♠] | Comunidade autónoma | Município            | Notas |
| -------------------------------------------------------- | ---------------- | ---------------- | ------------------- | -------------------- | --- |
| 1                                                        | Unquera [es]     | 1 048            | Cantábria           | Val de San Vicente   | Situa-se junto à desembocadura do rio Deva, perto extremidade norte do desfiladeiro                        |
| 2                                                        | Buelles [es]     | 108              | Astúrias            | Peñamellera Baja     | |
| 3                                                        | Panes [es]       | 583              | Astúrias            | Peñamellera Baja     | |
| 4                                                        | Peñamellera Baja | 1 244            | Astúrias            | Peñamellera Baja     | O número de habitantes apresentado refere-se a todo o município e não apenas à localidade que é a sua sede |
| 5                                                        | Cuetodave        | ?                | Cantábria           | ?                    | |
| 6                                                        | La Hermida [es]  | 82               | Cantábria           | Peñarrubia           | |
| 7                                                        | Caldas [es]      | 11               | Cantábria           | Peñarrubia           | |
| 8                                                        | Linares [es]     | 66               | Cantábria           | Peñarrubia           | Situa-se no cimo de um monte que domina o desfiladeiro                                                     |
| 9                                                        | Allende          | ?                | Cantábria           | ?                    | |
| 10                                                       | Lebeña [es]      | 77               | Cantábria           | Cillorigo de Liébana | Onde se situa a igreja moçárabe do início do século X de Santa Maria de Lebeña                             |
| [♦] ^ Ordem no sentido norte-sul [♠] ^ População em 2021 |                  |                  |                     |                      | |